# Sorel-en-Vimeu
Sorel-en-Vimeu – miejscowość i gmina we Francji, w regionie Hauts-de-France, w departamencie Somma.
Według danych na rok 2011 gminę zamieszkiwało 241 osób, a gęstość zaludnienia wynosiła 59 osób/km² (wśród 2293 gmin Pikardii Sorel-en-Vimeu plasuje się na 800. miejscu pod względem liczby ludności, natomiast pod względem powierzchni na miejscu 959.).